# Stepan Połtorak
Stepan Tymofijowycz Połtorak (ukr. Степан Тимофійович Полторак; ur. 11 lutego 1965 w Wesełej Dołynie w rejonie tarutyńskim) – ukraiński wojskowy, generał armii Ukrainy, dowódca Wojsk Wewnętrznych (2014) i Gwardii Narodowej (2014), minister obrony Ukrainy (2014–2019).

## Życiorys
Urodzony w Wesełej Dołynie w rejonie tarutyńskim. Od 1983 zawodowy wojskowy. Kształcił się w szkole wojskowej Ministerstwa Spraw Wewnętrznych ZSRR. W 2003 uzyskał stopień kandydat nauk pedagogicznych. W swojej karierze wojskowej doszedł do stopnia generała armii Ukrainy (2015). W 2002 został powołany na komendanta Narodowej Akademii Gwardii Narodowej Ukrainy. 28 lutego 2014 powołany na dowódcę Wojsk Wewnętrznych, a 15 kwietnia tegoż roku objął dowództwo Gwardii Narodowej.
14 października 2014 został nowym ministrem obrony w rządzie Arsenija Jaceniuka. Pozostał na tym stanowisku także w utworzonym 2 grudnia 2014 drugim gabinecie dotychczasowego premiera, jak również w powołanym 14 kwietnia 2016 nowym rządzie Wołodymyra Hrojsmana. Funkcję ministra pełnił do 29 sierpnia 2019.

## Odznaczenia i wyróżnienia
- Order Bohdana Chmielnickiego III (2006)[1], II (2016)[4] i I (2018)[5] klasy
- Medal „Za nienaganną służbę” III klasy (1998)[6]
- Medal jubileuszowy „70 lat Sił Zbrojnych ZSRR” (ZSRR, 1988)[7]
- Honorowe obywatelstwo Charkowa[8]